# IBEX 35

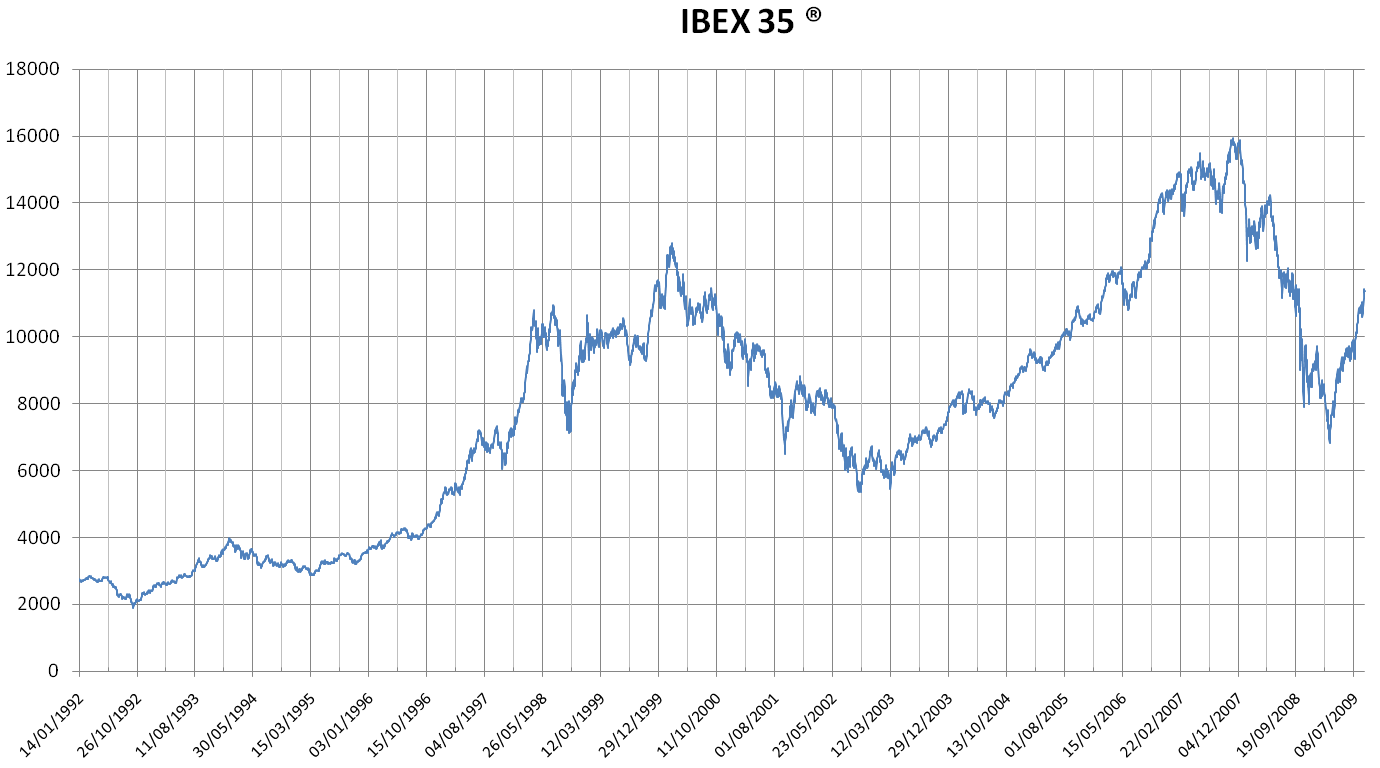
1992年至2009年間IBEX 35的市值

2008年1月21日至24日間IBEX的閉合值

IBEX 35（/aɪˈbɛks ˈθɜːrti faɪv/；西班牙語：[ˈiβeks ˈtɾeinta i ˈθiŋko]；IBEX是Índice Bursatil Español的縮寫，字面意思是西班牙交易指數）是西班牙馬德里證券交易所的基準股市指數，於1992年啟用，由西班牙證券市場公司的子公司Sociedad de Bolsas計算并管理。IBEX 35是一種市值加權指數，包含35個在馬德里證券交易所綜合指數中最具流動性的西班牙股票，每年調整兩次。 IBEX 35的期權和期貨交易由BME的另一家子公司Mercado Español de Futuros Financieros提供。

## 歷史
IBEX 35在1992年1月14日公佈， 不過其計算值可追溯到1989年12月29日，當時基值為3000。
因為本國經濟增長穩定而迅速， 2000年至2007年間，該指數高於同期大多數西方國家的同類指數。 2007年11月8日，IBEX 35達到歷史最高值15,945.70點。
2008年1月股市崩盤，21日閉市時IBEX 35下跌7.5%，這是自1987年以來西班牙股票市場第二大嚴重下跌， 三日之後回升6.95%。

## 規則

### 選擇
IBEX 35的成份每年六月和十二月由技術諮詢委員會調整兩次， 任何變動都會影響七月或一月第一個交易日。 一般來說，這35個股票的選擇與否取決於其過去六個月中以歐元計算的最大交易額，而其平均自由浮動的市場價值至少要有0.3%。 任何候選股或者在過去六個月中每個交易日成交量為三分之一， 或者要排在市值總額前二十名才行。

### 加權

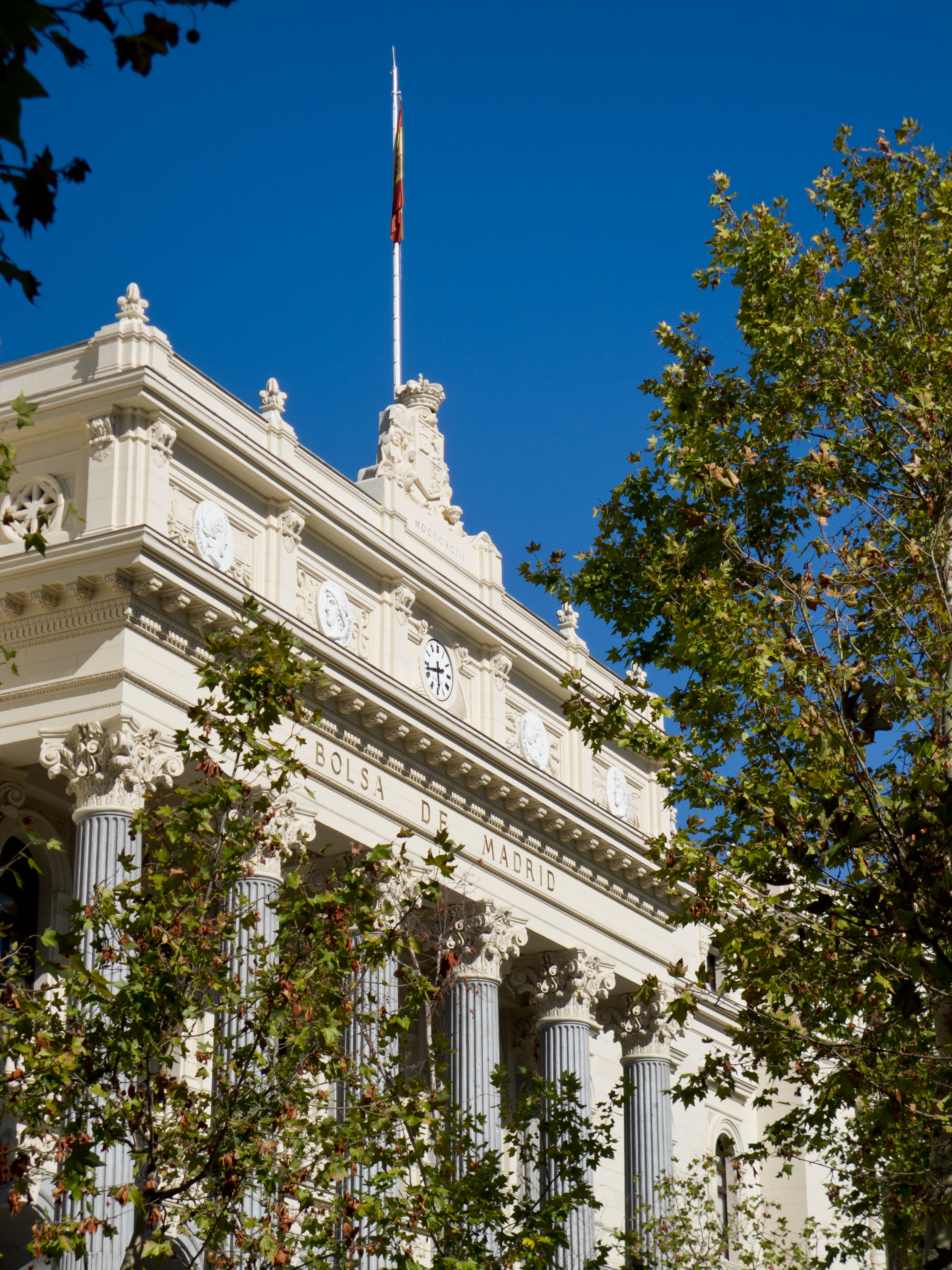
馬德里證券交易所

IBEX 35是一個市值加權指數。 計算每個成份的權重時都要用市值乘以一個自由浮動的係數（0.1至1）。 任何有50%或以上股份自由浮動的公司都會被指定乘以1。

### 計算
指數值“I”以下面的公式計算：
{\displaystyle I(t)=I(t-1)\times {\frac {\sum _{i=1}^{35}Cap_{i}(t)\,}{[\,\sum _{i=1}^{35}Cap_{i}(t-1)\,\pm J\,]\,}}}
“t”指的是計算的時刻，“Cap”指的是自由浮動的市，“J”則是上述的係數。

## 成份

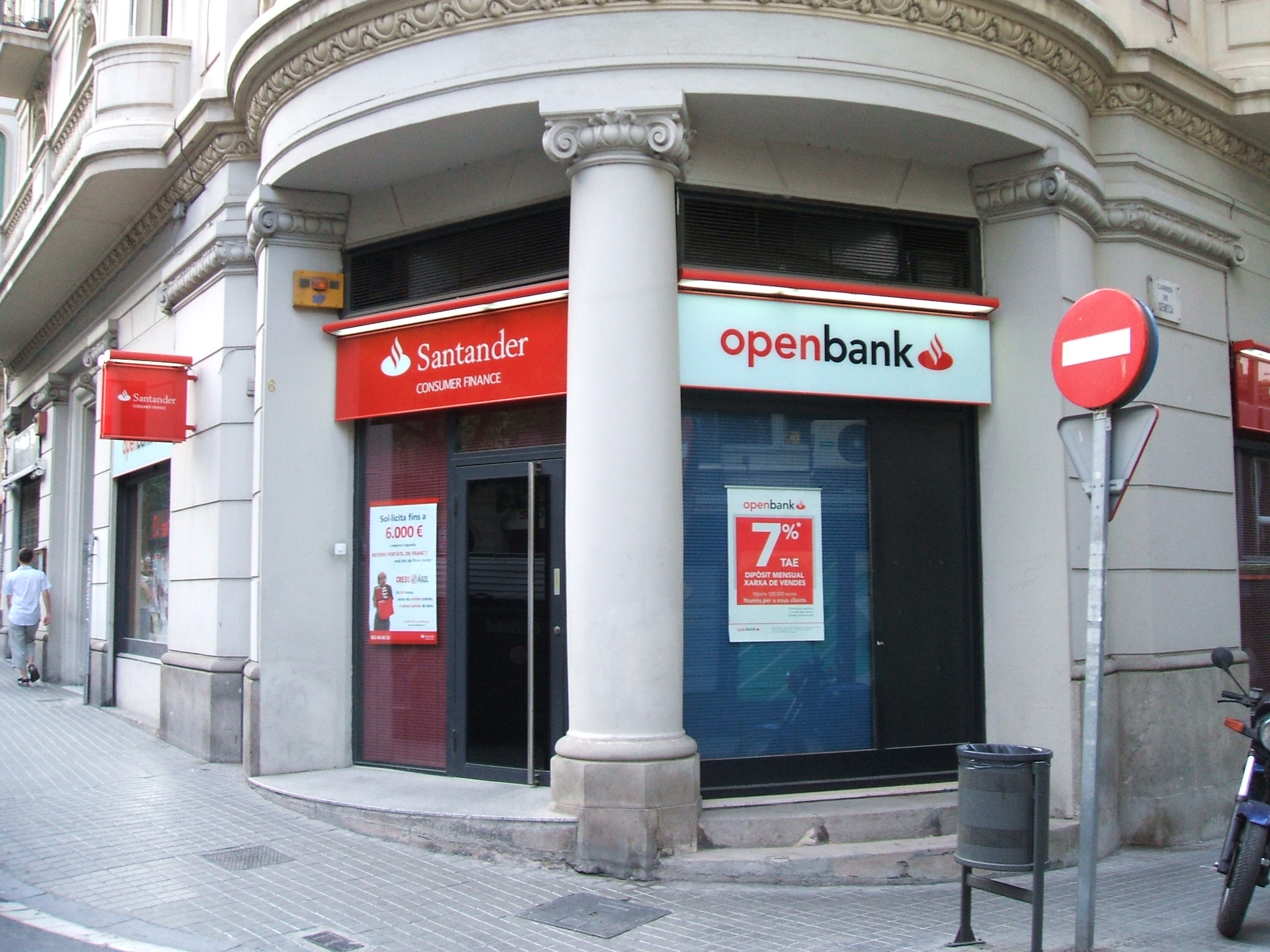
桑坦德銀行位於巴塞羅那的分行

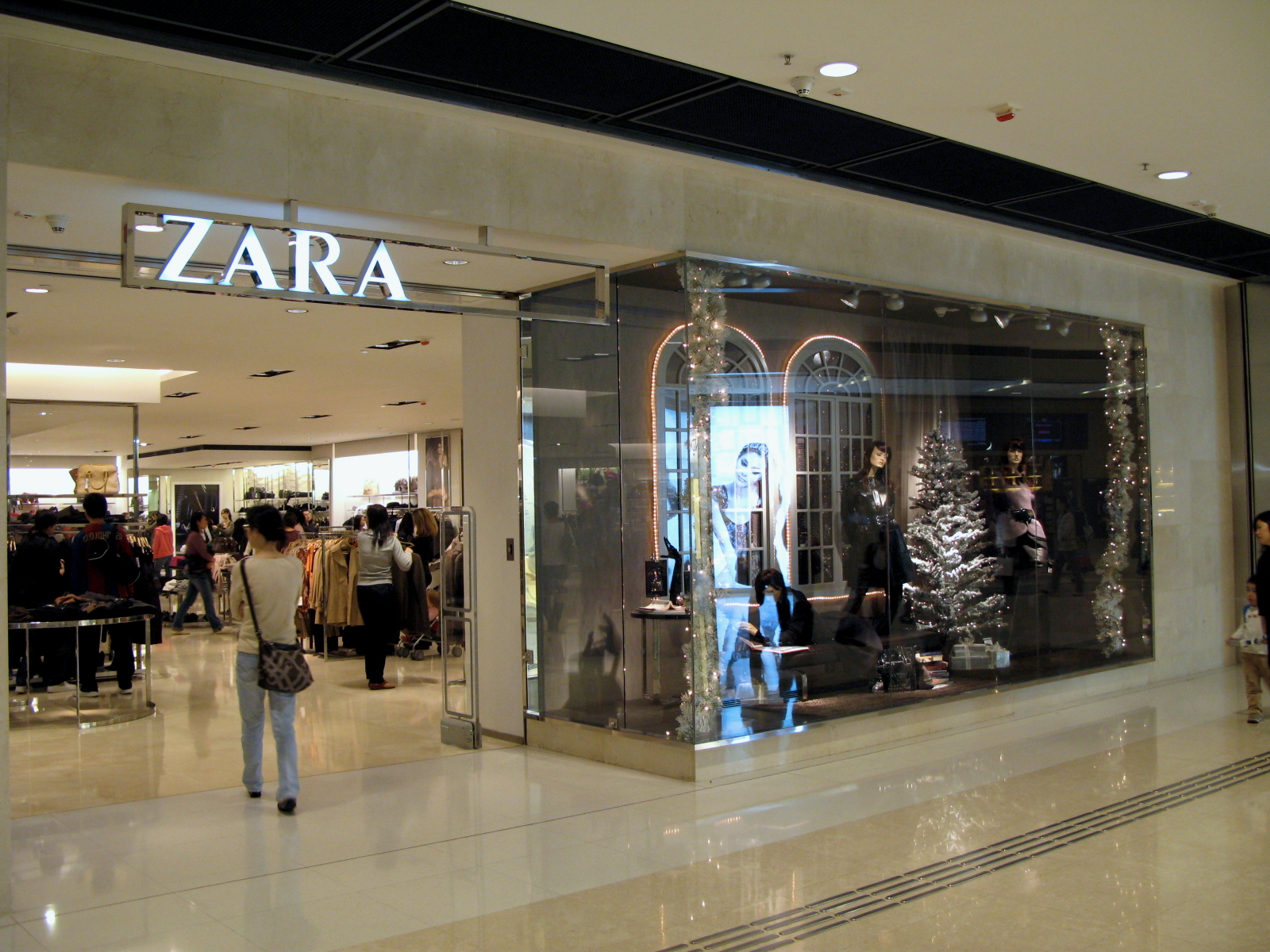
香港的印地紡的分支Zara

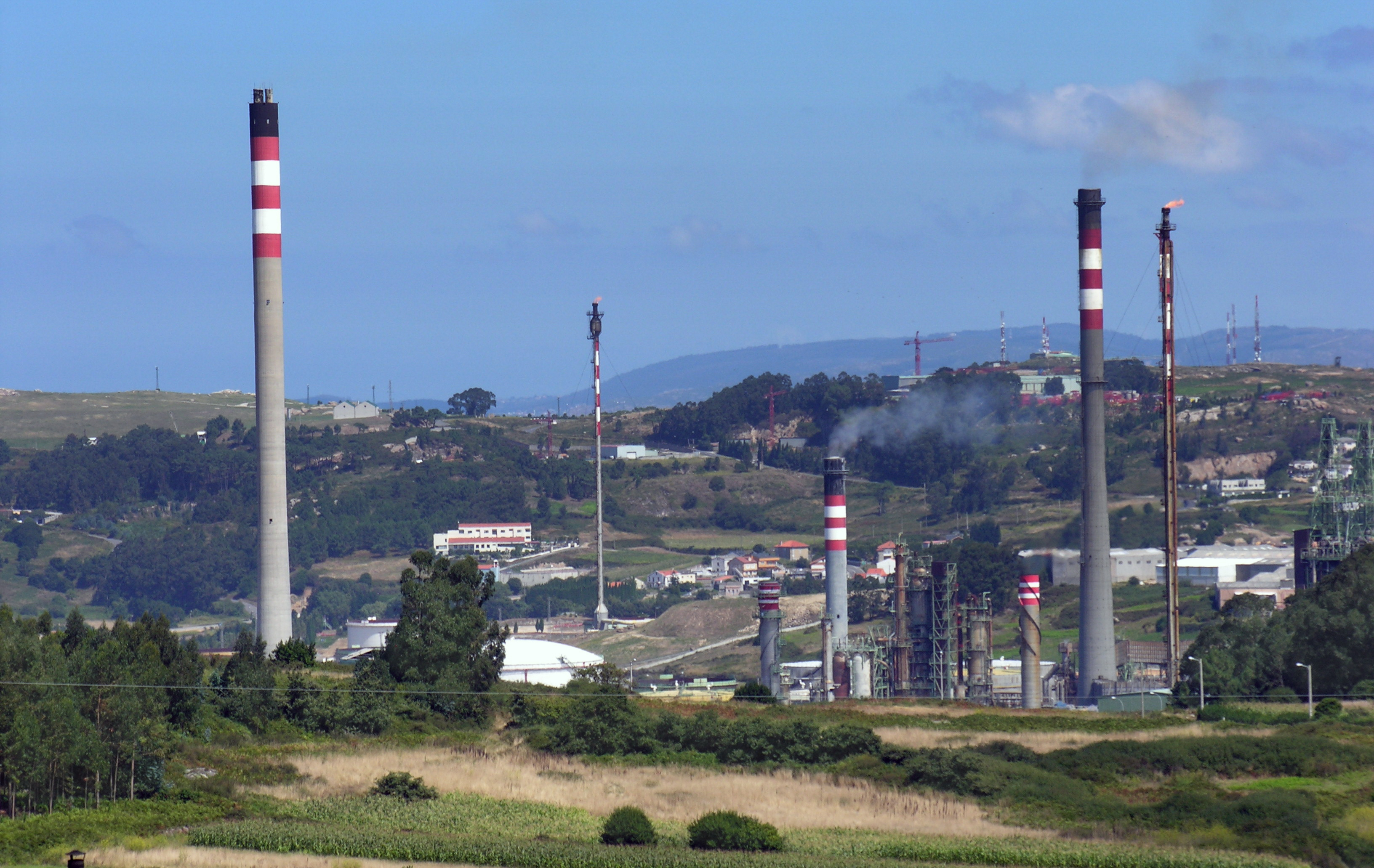
雷普索爾YPF（西班牙國家石油公司）在拉科魯尼亞的精煉廠

2019年6月13日IBEX 35成分股如下：
| 股票代号 | 公司名                | 总部         | 所属部门       | 國際證券識別碼                     | 指标权重 |
| -------- | --------------------- | ------------ | -------------- | ---------------------------------- | -------- |
| ANA      | 阿驰奥纳              | 阿尔科文达斯 | 建筑           | ES0125220311（页面存档备份，存于） | 0.70     |
| ACX      | 阿塞里諾克斯          | 马德里       | 材料金属       | ES0132105018（页面存档备份，存于） | 0.55     |
| ACS      | ACS集團               | 马德里       | 建筑           | ES0167050915（页面存档备份，存于） | 2.41     |
| AENA     | Aena                  | 马德里       | 交通运输       | ES0105046009（页面存档备份，存于） | 2.75     |
| AMS      | Amadeus IT Group      | 马德里       | 旅游           | ES0109067019（页面存档备份，存于） | 6.97     |
| MTS      | 安賽樂米塔爾          | 盧森堡       | 材料金属       | LU1598757687（页面存档备份，存于） | 1.14     |
| SAB      | 薩瓦德爾銀行          | 阿利坎特     | 金融           | ES0113860A34（页面存档备份，存于） | 1.65     |
| SAN      | 桑坦德银行            | 桑坦德       | 金融           | ES0113900J37（页面存档备份，存于） | 14.97    |
| BKIA     | 班基亚银行            | 瓦倫西亞     | 金融           | ES0113307062（页面存档备份，存于） | 1.35     |
| BKT      | 西班牙洲際銀行        | 马德里       | 金融           | ES0113679I37（页面存档备份，存于） | 1.48     |
| BBVA     | 西班牙外换银行        | 毕尔巴鄂     | 金融           | ES0113211835（页面存档备份，存于） | 7.62     |
| CABK     | 凱克薩銀行            | 瓦倫西亞     | 金融           | ES0140609019（页面存档备份，存于） | 4.88     |
| CLNX     | Cellnex Telecom       | 马德里       | 电子通讯       | ES0105066007（页面存档备份，存于） | 0.86     |
| CIE      | 西艾意汽车零部件公司  | 毕尔巴鄂     | 钢铁与石油化工 | ES0105630315（页面存档备份，存于） | 0.43     |
| ENG      | 西班牙国家天然气公司  | 马德里       | 能源           | ES0130960018（页面存档备份，存于） | 1.16     |
| ENC      | ENCE                  | 马德里       | 能源与化学纤维 | ES0130625512（页面存档备份，存于） | 0.29     |
| ELE      | 恩德萨公司            | 马德里       | 能源           | ES0130670112（页面存档备份，存于） | 1.60     |
| FER      | 法罗里奥集团          | 马德里       | 交通运输       | ES0118900010（页面存档备份，存于） | 2.79     |
| GRF      | 基立福                | 巴塞罗那     | 健康           | ES0171996087（页面存档备份，存于） | 2.11     |
| IAG      | 國際航空集團          | 马德里       | 交通运输       | ES0177542018（页面存档备份，存于） | 3.22     |
| IBE      | 伊比德羅拉            | 毕尔巴鄂     | 能源           | ES0144580Y14（页面存档备份，存于） | 8.41     |
| ITX      | 印地紡                | 阿尔泰霍     | 纺织           | ES0148396007（页面存档备份，存于） | 10.34    |
| IDR      | 英德拉系統            | 阿尔科文达斯 | 电子产品       | ES0118594417（页面存档备份，存于） | 0.34     |
| COL      | Inmobiliaria Colonial | 马德里       | 不动产         | ES0139140174（页面存档备份，存于） | 0.84     |
| MAP      | 曼弗雷                | 马哈达翁达   | 金融           | ES0124244E34（页面存档备份，存于） | 1.00     |
| TL5      | Mediaset España       | 马德里       | 通讯媒介       | ES0152503035（页面存档备份，存于） | 0.35     |
| MEL      | 美利亚酒店集团        | 帕爾馬       | 旅游           | ES0176252718（页面存档备份，存于） | 0.36     |
| MRL      | Merlin Properties     | 马德里       | 不动产         | ES0105025003（页面存档备份，存于） | 1.15     |
| NTGY     | 天然氣公司            | 马德里       | 能源           | ES0116870314（页面存档备份，存于） | 1.92     |
| REE      | 西班牙电网公司        | 阿尔科文达斯 | 能源           | ES0173093024（页面存档备份，存于） | 1.98     |
| REP      | 西班牙國家石油公司    | 马德里       | 能源           | ES0173516115（页面存档备份，存于） | 5.34     |
| SGRE     | 西門子歌美颯          | 萨穆迪奥     | 能源           | ES0143416115（页面存档备份，存于） | 0.95     |
| MAS      | MasMovil Ibercom      | 阿尔科文达斯 | 电信           | ES0184696104（页面存档备份，存于） | 0.32     |
| TEF      | 西班牙電信            | 马德里       | 电子通讯       | ES0178430E18（页面存档备份，存于） | 7.22     |
| VIS      | 维斯克凡集团          | 阿兰古伦     | 食品           | ES0184262212（页面存档备份，存于） | 0.59     |

## 外部連結
- Aprende a invertir en Bolsa（页面存档备份，存于）
- IBEX 35官方网站（页面存档备份，存于）
- IBEX 35 profile via Wikinvest